# Adam Smelczyński
Adam Smelczyński, född 14 september 1930 i Częstochowa i Schlesiens vojvodskap, död 14 juni 2021, var en polsk sportskytt.
Smelczyński blev olympisk silvermedaljör i trap vid sommarspelen 1956 i Melbourne.